# Hopliteccopsis
Hopliteccopsis is een geslacht van vlinders van de familie bladrollers (Tortricidae).

## Soorten
- H. amemorpha Diakonoff, 1963
- H. crocostoma Diakonoff, 1992
- H. maura Diakonoff, 1983